# آقجاتبه (طوت)
آقجاتبه (بالتركية: Akçatepe)‏ هي قرية تركمانيّة تتبع إداريّاً لمديرية طوت في محافظة أديامان التركية الواقعة في جنوب شرق الأناضول. وبلغ عدد سكانها 792 نسمة في عام 2021.